# Charilaus carinatus
Charilaus carinatus är en insektsart som beskrevs av Carl Stål 1875. Charilaus carinatus ingår i släktet Charilaus och familjen Charilaidae. Inga underarter finns listade i Catalogue of Life.